# Letzigrund
El Letzigrund Arena es un estadio multiusos ubicado en la ciudad de Zúrich, Suiza. Con una capacidad máxima de 25.000 espectadores, es la sede del club FC Zürich y desde 2008 del Grasshopper Club Zürich. En sus instalaciones tiene lugar la Weltklasse Zürich una de las doce etapas de la Liga de Diamante de la IAAF. También se organizan allí conciertos al aire libre.

## Historia
Su inauguración tuvo lugar el 22 de febrero de 1925 siendo propiedad del FC Zürich. Durante la Gran Depresión, su titularidad pasó en 1937 a la ciudad de Zúrich, hasta nuestros días. Fue objeto de amplias remodelaciones en 1947, 1958, 1973, y 1984. La iluminación fue añadida en 1973. El primer concierto al aire libre se celebró en 1996.
Las dimensiones del terreno de juego son 105 x 68 metros. También cuenta con instalaciones de atletismo. Hay también otros tres campos de deportes: dos de césped natural, uno de césped artificial y un pequeño campo de tierra. Dentro del estadio hay un bar y un restaurante.
En los años 1990, se había planificado una nueva construcción del Estadio Letzigrund debido a las crecientes necesidades de la Weltklasse Zúrich. Debido a una disputa legal con residentes locales y políticos de izquierda sobre el nuevo estadio Hardturm, la construcción del estadio Letzigrund fue adelantada para poder albergar tres partidos de la fase de grupos de la Eurocopa 2008 en este estadio. Debido a las obras, el FC Zürich (equipo que habitualmente juega allí) se mudó al Hardturm-Stadion, el estadio del Grasshopper-Club Zürich, durante una temporada.
El nuevo estadio se inauguró el 30 de agosto de 2007. El primer evento deportivo que tuvo lugar fue la Weltklasse Zürich el 7 de septiembre, con una asistencia de 26 500 espectadores. El primer partido de fútbol enfrentó el 23 de septiembre al FC Zürich contra el Grasshopper-Club Zürich.

## Eventos

### Eurocopa 2008
En la Eurocopa 2008 acogió 3 partidos.
| Fecha               | Selección #1 | Resultado | Selección #2 | Ronda                 | Espectadores |
| ------------------- | ------------ | --------- | ------------ | --------------------- | ------------ |
| 9 de junio de 2008  | Rumania      | 0–0       | Francia      | Primera fase, Grupo C | 30.585       |
| 13 de junio de 2008 | Italia       | 1–1       | Rumania      | Primera fase, Grupo C | 30.585       |
| 17 de junio de 2008 | Francia      | 0–2       | Italia       | Primera fase, Grupo C | 30.585       |

## Imágenes

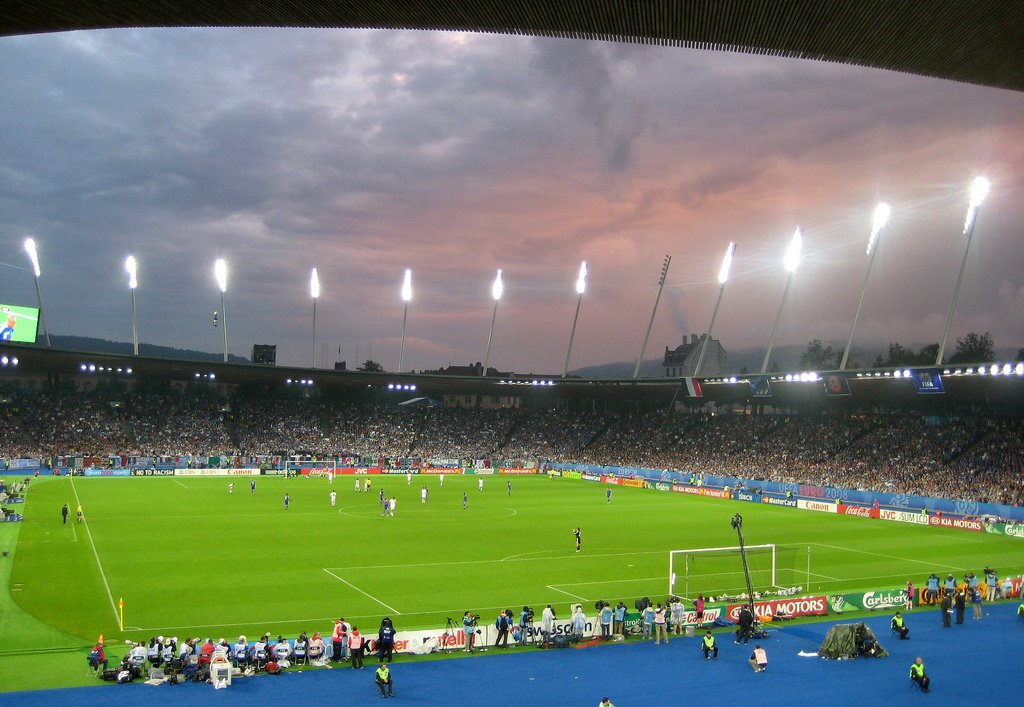
Partido de la Euro 2008.
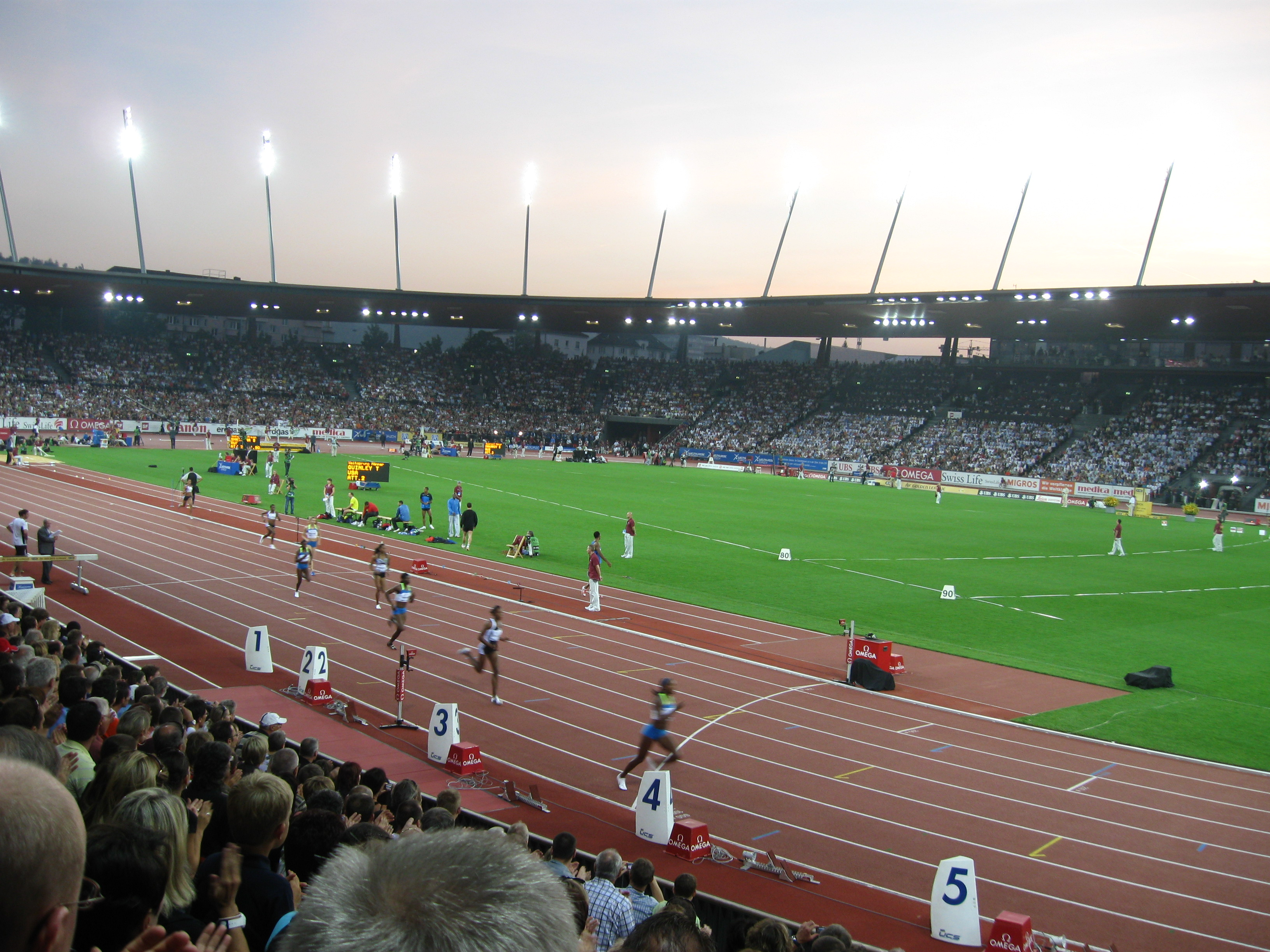
Atletismo en el estadio.
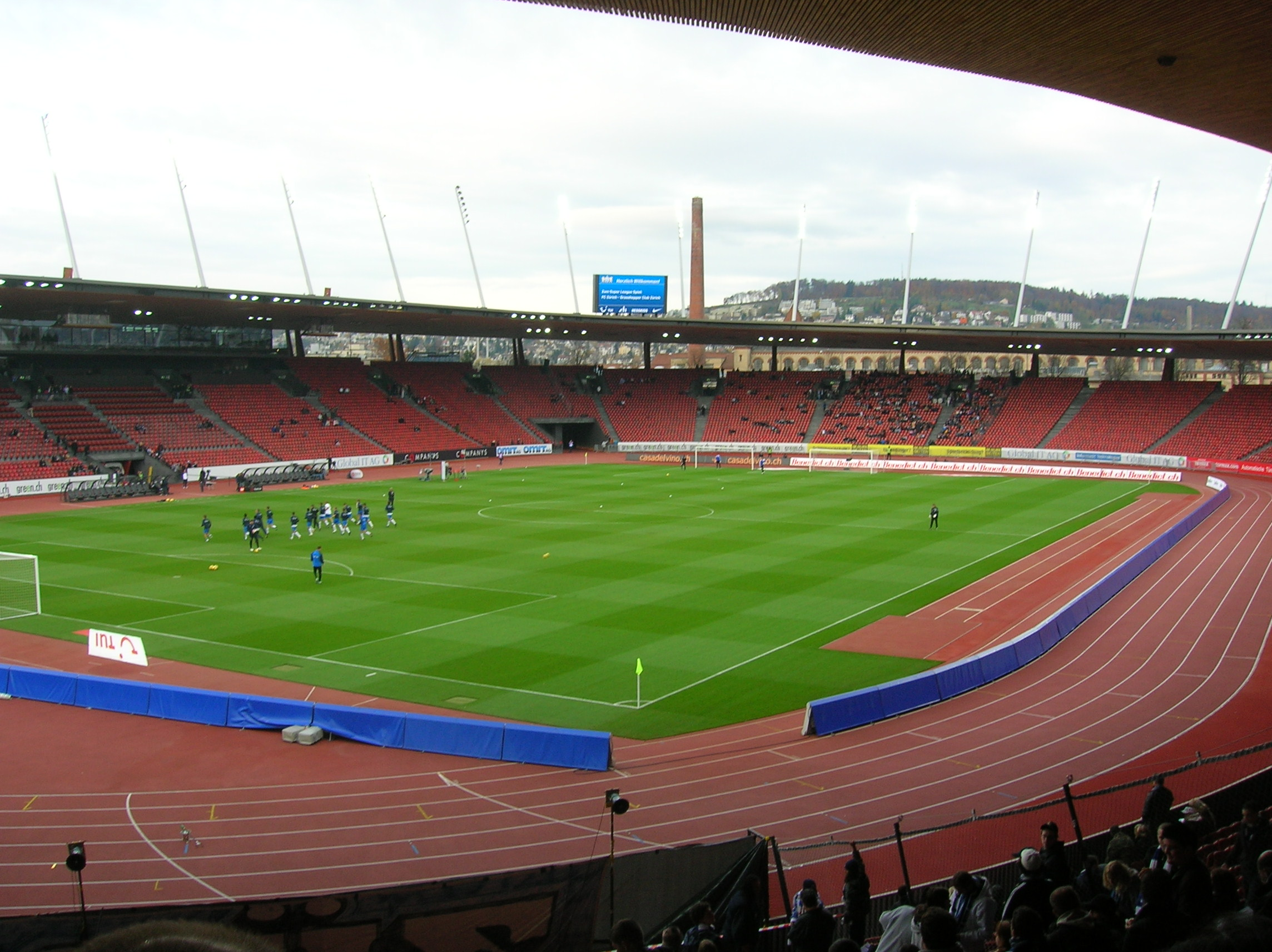
Interior del Letzigrund.